# Brachiochondrites
Brachiochondrites is een geslacht van eenoogkreeftjes uit de familie van de Chondracanthidae. De wetenschappelijke naam is voor het eerst geldig gepubliceerd in 1940 door Markevich.

## Soorten
- Brachiochondrites longicollis Markevich, 1940